# Mănăstirea Noul Ierusalim

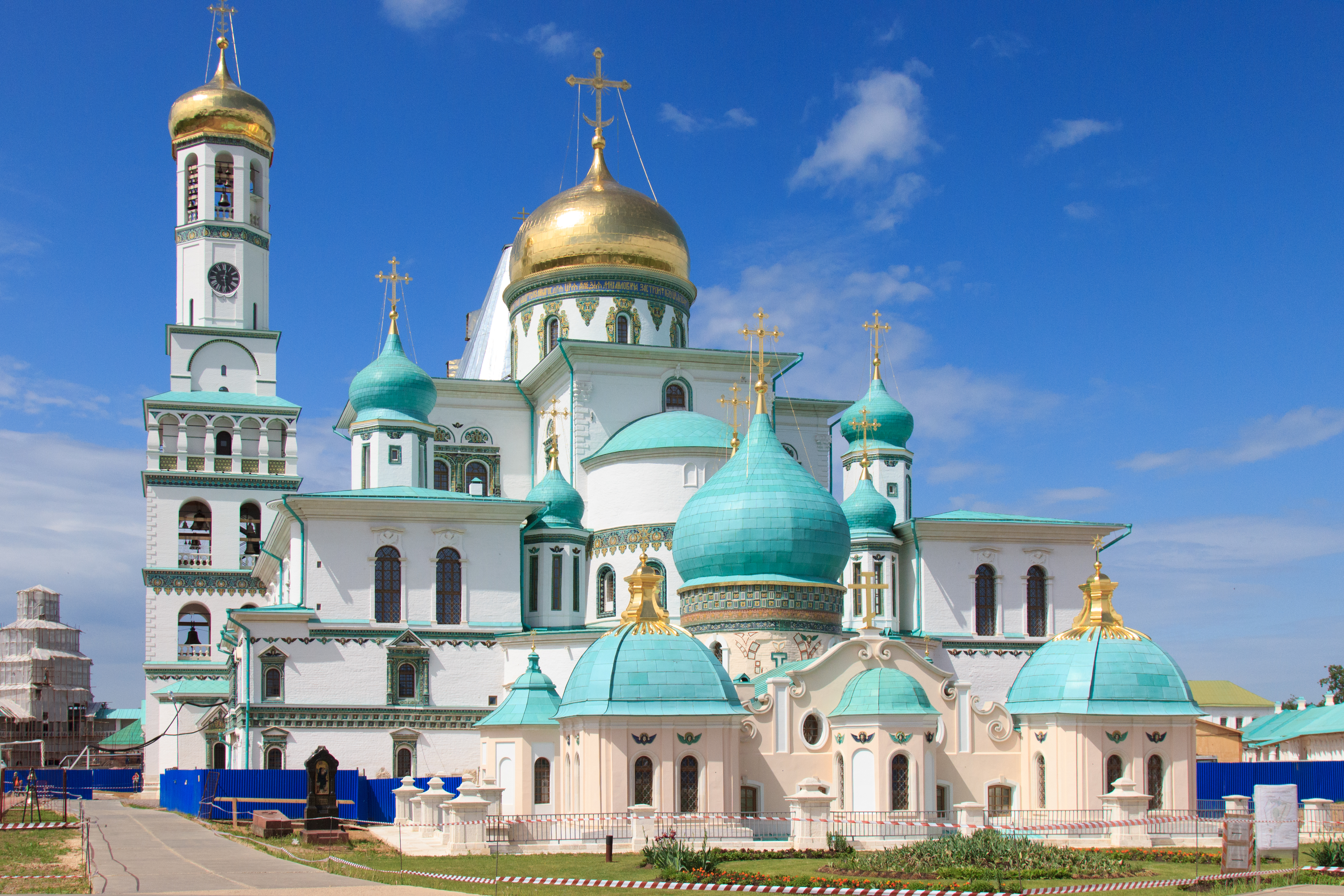
Mânăstirea Noul Ierusalim, Istra, Raionul Moscova, Rusia (2014)

Mănăstirea Noul Ierusalim (în rusă Новоиерусалимский монастырь, transliterat: Novoierusalimski monastîr), cunoscută și sub numele de Mănăstirea Voskresenski (Învierea), este o mănăstire de călugări, amplasată în orașul Istra, din raionul Moscova, în Rusia.

## Istoric
Mănăstirea Noul Ierusalim a fost înființată în 1656, de către patriarhul Nikon, ca reședință patriarhală, la periferia Moscovei. Mănăstirea a primit numele de "Noul Ierusalim", întrucât această locație a fost aleasă pentru asemănarea sa cu Țara Sfântă: râul Istra reprezintă Iordanul, iar clădirile reprezintă "spațiul sacru" sau locurile sfinte ale Ierusalimului.
În epoca sa, patriarhul Nikon a recrutat un număr de călugări de origine non-rusească, pentru a popula mănăstirea, deoarece era destinată să reprezinte Ortodoxia multinațională a Ierusalimului Ceresc. 
Ansamblul arhitectural al Mănăstirii Noul Ierusalim include Catedrala Învierii (1656-1685), asemănată leit cu o catedrală cu același nume din Ierusalim, reședința Patriarhului Nikon (1658), un zid de piatră cu turnuri (1690-1694), Biserica Sfânta Treime (1686-1698), precum și alte clădiri. 
Arhitecții P. I. Zaborsky, Yakov Bukhvostov, Bartolomeo Rastrelli, Matvei Kazakov, Karl Blank și alții au luat parte la crearea acestui ansamblu. În secolul al XVII-lea, Mănăstirea Noul Ierusalim deținea o mare bibliotecă, compilată de Nikon din manuscrise preluate din alte mănăstiri.
În 1918 Mănăstirea Noul Ierusalim a fost închisă.
În 1920 au fost înființate la sediul mănăstirii un muzeu de istorie și un altul de artă. În 1935 a fost deschis de asemenea un muzeu de studii regionale, într-una din clădirile monahale.
În 1941 armata germană a vandalizat Mănăstirea Noul Ierusalim. Înainte de retragerea sa, a dinamitat clopotnița unică; turnurile au fost demolate; arcadele catedralei s-au prăbușit și au îngropat celebrul iconostas, printre alte comori.
În 1959 muzeul a fost redeschis publicului, deși clopotnița nu a fost niciodată reconstruită, în timp ce interiorul catedralei rămăsese încă gol.
Comunitatea religioasă a Mănăstirii Noul Ierusalim a fost refăcută abia în anii 1990.
În martie 2009 președintele rus Dmitri Medvedev a semnat un decret prezidențial privind restaurarea și renovarea Mănăstirii Noul Ierusalim. Guvernul federal a fost instruit să subvenționeze fondul de restaurare a mănăstirii, din bugetul federal din 2009, iar vicepremierul cabinetului lui Vladimir Putin, Viktor Zubkov, estima atunci că aceasta va costa aproximativ 13-20 de miliarde ruble rusești.
În iunie 2016, catedrala principală a fost supusă unei ample restaurări, cu renovări importante și reamenajarea interiorului. Mănăstirea este deschisă vizitatorilor și se slujește, din nou, în ea. Multe mii de vizitatori vin aici zilnic, dar mai ales la sărbători.